# Huis met de Luts
Het Huis met de Luts is een van de oudst bewaarde huizen van Helmond. Het huis ligt midden in het centrum van Helmond aan de Markt. Het huidige pand dateert uit 1594, toen het nieuw werd opgebouwd na een grote stadsbrand. Oorspronkelijk stond er een herberg genaamd  "De Swaen", gebouwd in de vijftiende eeuw. De zwaan boven op het dak is nog een herinnering aan deze herberg, waarvan de oorspronkelijke kelders bewaard zijn gebleven. Boven aan de deur staat een tekst die herinnert aan de grote stadsbrand: Dit huys sloeg in brant, in den swaen ist wel bicant. Een opvallend detail is het ronde raampje in de gevel met daarin een pentagram.  De huidige naam van het pand is gebaseerd op de karakteristieke luifel, luts is een ander woord voor een dergelijke overkapping. De luts is een kenmerk voor een handelspand, het beschermde namelijk koopwaar die werd uitgestald voor de gevel. In de loop der eeuwen is het pand o.a. gebruikt als winkel van sinkel, kantoorboekhandel, goudsmederij, bierbrouwerij en apotheek. In 1983 vestigde er zich na jaren leegstand een bakkerswinkel, in 2000 werd het een horecapand. 

## Afbeeldingen

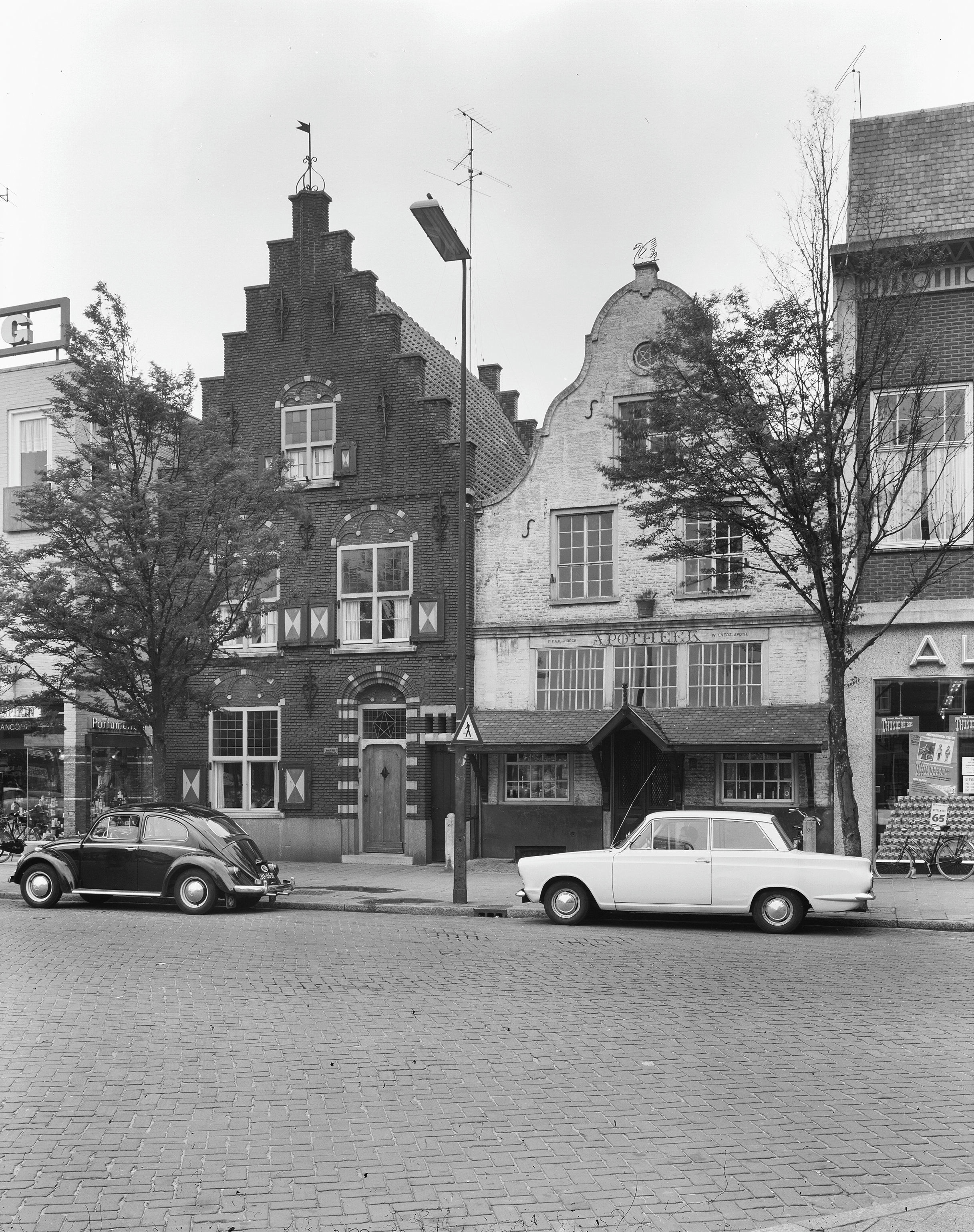
Huis met de Luts (rechts) in 1966